# Magazine Z
La Revista Z (月刊マガジンZ Gekkan Magajin Zetto?) es una revista publicado por el editorial Kōdansha. Los mangas que se publican en esta revista son generalmente del género Seinen. Es una revista famosa por el la cantidad de mangas originales que publican. 

## Mangas y series publicados en Magazine Z
Éste es una lista de series que fueron o siguen siendo publicados por la revista.
- Masa Ikku
  - Sakura Taisen (manga comisionado por Sega Enterprises
- Kia Asamiya
  - Batman: Child of Dreams (manga comisionado por DC Comics)
- Takuya Fujima
  - Deus Vitae
  - Free Collars Kingdom
- Kyu Hayashida
  - Maken X Another
- Toshitsugu Iida
  - Wolf's Rain (creado por Keiko Nobumoto)
- Shinya Kaneko
  - Culdcept
- Aki Katsu
  - Psychic Academy
- Asuka Katsura
  - Le Portrait de Petit Cossette
- Yuuichi Kumakura
  - King of Bandit Jing
- Asato Mifune
  - Yukei Seikyo Kukla (creado por Koji Tazawa)
- Haruhiko Mikimoto
  - Baby Birth (story by Sukehiro Tomita)
- Kenichi Muraeda
  - Kamen Rider Spirits (creado por Shōtarō Ishinomori)
- Chiaki Ogishima
  - Heat Guy J (creado por Kazuki Akane)
- Atsushi Soga
  - Turn A Gundam (creado por Yoshiyuki Tomino)
- Hajime Ueda
  - FLCL
  - Q-Ko-Chan: The Earth Invader Girl
- Warabino Kugeko
  - Heroic Age
- Gō Nagai
  - Demon Lord Dante
- Tohiro Konno
  - Pugyuru
- Narumi Kakinouchi
  - Yakushiji Ryōko no Kaiki Jikenbo (creado por el mangaka Yoshiki Tanaka)